# Apeiba trombetensis
Apeiba trombetensis är en malvaväxtart som beskrevs av Laurence J. Dorr. Apeiba trombetensis ingår i släktet Apeiba och familjen malvaväxter. Inga underarter finns listade i Catalogue of Life.